# 피아노 소나타 23번 (베토벤)
《피아노 소나타 23번 바단조, 작품 번호 57》은 1804년부터 1806년 사이에 루트비히 판 베토벤에 의해 쓰인 피아노 소나타로, "열정"("Appassionata")이라는 별칭을 갖고 있다.
본 작품은 베토벤의 피아노 소나타 장르의 작품 중 《21번 "발트슈타인"》, 《26번 "고별"》과 함께 베토벤의 중기 피아노 소나타를 대표하는 작품으로, 《8번 "비창"》, 《14번 "월광"》과 함께 베토벤의 3대 피아노 소나타로 꼽힌다.

## 개요
이 작품을 쓸 당시에 베토벤의 창작기는 결실이 많은 중기에 접어들고 있었다. 교향곡에서는 《3번 "영웅"》, 바이올린 소나타에서는 《9번 "크로이처"》, 피아노 소나타에서는 《21번 "발트슈타인"》 같은 걸작들이 쏟아져 나오면서, 베토벤의 작풍은 큰 전환점을 맞고 있었다. 한편, 그의 난청은 악화일로로 치닫고 있었고, 그 절망으로부터 1802년에 마침내 하일리겐슈타트 유서를 쓰기에 이른다.
그러한 가운데 이 피아노 소나타는 오페라 《피델리오》에 병행하는 형태로 작곡되었다. 《피델리오》의 스케치에 섞이는 형태로 이 작품의 악상이 기록되어 있어, 작곡의 시작은 1804년이었음을 알 수 있다. 1805년 4월 18일에 출판사 앞으로 보낸 그의 서한에는 곡의 완성 목표에 관해 언급한 것이 발견되고 있어, 같은 해 여름경 《피델리오》의 완성에 가까운 시기에 전 악장이 완성된 것으로 생각된다. 안톤 쉰들러는 1806년 여름에 말톤바샬(헝가리어)에서 전 악장이 한꺼번에 완성되었다고 주장했고, 페르디난트 리스는 1803년에 되블링에서 베토벤이 이 작품을 작곡하는 자리에 그가 있었다고 주장했지만, 어느 증언도 의문의 여지가 있다. 작곡자는 비슷한 시기에 《교향곡 5번 "운명"》에도 착수하고 있는데, 그것의 4개의 음으로 이루어진 유명한 운명의 동기는 이 소나타 1악장에서도 중요한 역할을 한다.

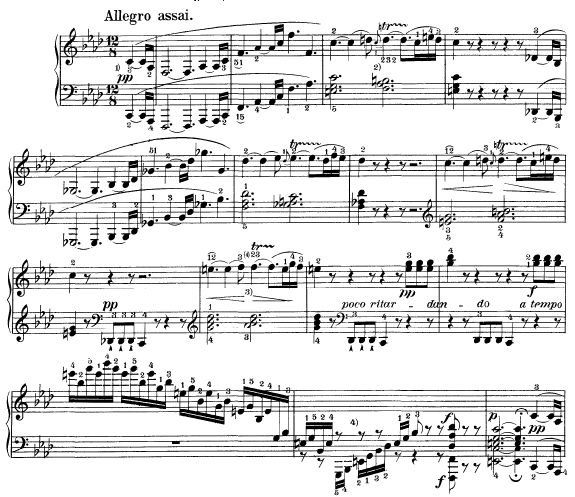
첫 번째 악장의 시작

악보의 초판은 1807년 2월에 빈의 예술과 산업 상점에을 통해 간행되었고, 헌정은 베토벤의 친구이자 후원자였던 프란츠 폰 브룬스비크 백작에게 이루어졌다(테레제 폰 브룬스비크, 요제피네 폰 브룬스비크, 카롤리네 폰 브룬스비크, 이 세 자매는 프란츠 폰 브룬스비크의 여자 형제이다). 이때 표지에는 《피아노 소나타 54번, 작품 번호 57》이라는 번호가 붙었지만, 연구자들의 노력에도 불구하고 이 번호가 무엇을 근거로 정해졌는지는 밝혀지지 않았다. 덧붙여 "열정"이라고 하는 부제는 1838년에 함부르크의 출판사 크란츠가 피아노 연탄(連彈, 네 손)용의 편곡판을 출판하면서 붙인 것인데, 이것이 통칭이 되어 오늘날까지 그대로 통용되고 있다.
베토벤은 당시 이 작품의 초고를 지니고 이동하는 경우가 많았는데, 그러던 중 생겨난 1806년 가을의 에피소드로 다음의 이야기가 전해진다. 카를 폰 리히놉스키 공작의 궁전에서 빈으로 돌아오는 길에 베토벤은 갑자기 비를 맞았고 갖고 있던 이 작품의 원고를 적셔 버렸다. 그 원고를 뛰어난 피아니스트 마리 비고에게 보여 주었더니, 그녀는 처음 보는 그것을 완벽하게 연주해냈고, 베토벤은 크게 기뻐하며 출간 후에 원고를 그녀에게 보냈다고 한다. 그 자필 악보는 현재 파리 음악원에 보관되어 있다.
작품은 불타는 듯한 격렬한 감정을 한 치의 빈틈도 없는 음악적 구성 속에 훌륭하게 표출하고 있어, 베토벤의 최고 걸작 중 하나로 꼽힌다. 카를 체르니는 이 작품에 대해 강대하고 거대한 계획을 더할 나위 없이 완벽하게 수행한 것이라고 표현했다. 피아니스트들은 극적인 열정이 드러나는 가운데서도 정확한 리듬을 유지하라고 설파하고 있으며, 연주에는 매우 고도의 기술이 요구된다. 작곡자 스스로도 이 곡의 완성도에 만족하고 내용이 마음에 든 듯 당시 다른 장르에서 계속 왕성한 창작을 했음에도, 피아노 소나타 장르에서는 4년 동안 손을 대지 않았다.  베토벤은 1803년에 아레드 제의 피아노를 수여받았으며, 이 악기에 의해 확대된 음역이 작품에서 마음껏 활용되고 있다.
다른 많은 베토벤의 작품과 마찬가지로 《열정》은 탄생 이래 다양한 추가 음악적 해석을 경험했다. 카를 라이네케, 뱅상 당디, 에른스트 폰 엘터레인은 이 작품을 심리적인 것으로서 "영혼의 폭풍"으로 해석하며, 베토벤의 사적이고 불행한 사랑 경험과 연결시켰다. 아놀드 셰링은 이 작품을 셰익스피어의 희곡 《맥베스의 비극》의 일부와 연관시켰다. 파울 바두라스코다는 두 번째 악장의 "장엄한 하모니"에서 마티아스 클라우디우스의 시 "죽음과 소녀"(Death and the Maiden")에서 나타나는 분위기를 바라볼 수 있다고 말하고 있고, 반면에 세 번째 악장의 코다는 리어왕의 황야에서의 춤을 연상시킨다고 말하고 있다. 아돌프 베른하르트 마르크스는 이 작품을 "공포의 외침"과 "영혼의 폭풍"으로 해석했으며, 위르겐 우데는 다음과 같이 썼다: "베토벤의 소나타 내용물 중에서 《열정》은 "비극"입니다. 여기에 현존하는 여건을 바꾸고 싶은 대 의지의 이야기가 쓰여져 있지만, 투쟁이 해방으로 이어지지는 않습니다."
대략적으로 평론가들에 의하면, 이 작품에서는 베토벤과 그의 인생에서 가장 중요한 인물 중 한 명인 요제피네 브룬스비크와의 열정적인 애정 관계가 나타나 있다. 19세기 초, 귀족 사회에 따른 계급 제도와 가부장제의 이중적 구속 아래, 남성 귀족은 일반 여성과 관계를 맺도록 허용되었지만, 그 반대는 금기 사항이었다. 이러한 경험은, 확실히 베토벤으로 하여금, 여성이 갖고 있는 이중성, 사랑의 희로애락, 아름다움의 찬란함과 연약함, 그리고 삶에 있어서의 어떤 불안정을 이해토록 만들었다.

## 악장 구성
작품은 전 세 개의 악장으로 구성되어 있다:
1. Allegro assai
2. Andante con moto - Attaca
3. Allegro ma non troppo – Presto

총 연주 소요 시간은 약 23분 정도이다.

### 제1악장. 알레그로 아사이
바단조, 12/8 박자, 소나타 형식.
서주를 두지 않고 약음으로 주제문을 제시하면서 시작된다. 주요주제는 모두 5대1의 날카로운 부점 리듬이며, 제1주제는 분산화음의 하강 동기(C-A♭-F)와 선율적 동기(C-D-C)의 두가지로 구성된다(악보 1). 이들 동기는 모든 악장의 주제에 이용되고 있다. 이후 내림사장조로 조바꿈해 주제를 반복하며, 이런 반음 음정 관계도 전곡을 통해 이용된다.
악보 1
조용히 《교향곡 5번 "운명"》의 동기가 나타나 긴장이 고조되고(악보 2), 이에 이끌린 하강 음형이 정적을 깬다.
악보 2
제1주제가 강주로 반복되면, 동음 연타를 탄 추이를 거쳐 돌체의 반주 위에 내림가장조의 제2주제가 나온다(악보 3). 이 주제는 제1주제를 반전한 형태와 유사하다.
악보 3
거친 결미의 프레이즈가 이어지다가, 차츰 조용해지면서 제시부를 마무리 한다. 제시부의 반복은 두지 않고, 즉시 전개부로 이행한다. 전개부는 제1주제로 나타난 음형으로 시작해서 5음 또는 6음으로 이루어진 아르페지오의 연속과 첫 번째 주제가 교차하는 전개로 이어진다. 경과구의 악상이 다루어지면 제2주제의 전개가 되지만, 전조를 반복하는 동안에 베이스의 소리는 2옥타브에 걸쳐 상승을 계속하여 포르테시모의 절정에 도달한다. 서스테인 페달을 밟은 채 아르페지오가 내려오거나, 운명의 동기가 트레몰로를 연주하는 오른손의 상하로 반복되면, 전개부는 끝을 맞이한다. 집요하게 연타되는 다 음 위에 제1주제가 재현되고, 바장조의 제2주제와 바단조의 결미구가 이어진다. 코다는 같은 시기에 쓰인 베토벤의 작품에 나타나는 특징으로, 큰 규모의 것이 되고 있다. 우선 제1주제와 제2주제를 차례로 다루지만, 점차 기세를 더해서 최대 5옥타브를 누비는 아르페지오가 된다. 운명의 동기를 들으면서 한 번은 아다지오에 정착하지만, 금세 피우 알레그로로 고조되어 제2주제가 나온 뒤, 저음으로 제1주제가 회상되면서 피아니시모로 조용히 종결된다.

### 제2악장. 안단테 콘 모토 - 아타카
2/4 박자, 내림라장조, 변주곡 형식.

위엄을 띤 온화한 주제와 세 개의 변주 및 코다로 이루어진다. 주제는 단순한 선율면서도 아름다운 악보 4이고, 전단, 후단의 각각 여덟 마디가 각각 이어진다.
악보 4
제1변주는 왼손의 당김음이 특징적인 변주이다. 제2변주에서는 오른손이 16분음표 음형이 되고, 그 안에 주제가 숨겨진다. 제3변주에서는 음형이 32분 음표까지 촘촘해지고, 주선율과 성부를 번갈아가며 나아간다. 마지막으로 주제가 잔잔하게 회상되면, 종결되지 않은 채 감7화음이 나타나 닥치게 될 폭풍우를 예고하며, 아타카에서 종악장으로 돌입한다.

### 제3악장. 알레그로 마 논 트로포 - 프레스토
2/4 박자, 바단조, 소나타 형식.
시작부터 강한 감7화음이 울린다. 도입부의 음형이 발전하고, 악보 5의 제1주제가 모습을 드러낸다. 여기에서도 1악장과 같이 주제 안에 반음 관계가 이용되고 있다.
악보 5
제1주제의 16분음표의 급류는 끊어지지 않고 그대로 경과구를 형성하고, 다단조의 제2주제의 출현을 촉진한다(악보 6).
악보 6
제1주제의 카논풍의 취급으로부터 코데타가 되고, 음량을 낮게 하면서 제시부를 마치다. 제1악장과 마찬가지로 여기서도 제시부의 반복은 없고, 곧바로 전개부가 된다. 우선 제1주제가 전개되어 가는 흐름 속에 새로운 리듬을 가진 선율이 나타난다(악보 7). 그 뒤 다시 제1주제의 전개로 돌아와 정상에 도달하면, 차츰 잦아들면서 재현부로 접속된다.
악보 7
재현부에서는 제1주제가 회귀한 후 제2주제가 바단조로 재현된다. 재현부 말미에 반복 지시가 있으며, 전개부부터 재현부까지가 다시 연주된다. 도널드 프랜시스 토비는 이것에 대해, 코다의 극적인 효과를 한층 높이기 위한 방책이 아닐까 추측한다. 셈프레 피우 알레그로로부터 속도를 올리고, 코다에서는 한층 더 프레스토에 가속을 더해, 스타카토가 붙여진 새로운 소재가 출현한다(악보 8).
악보 8
이후 제1주제가 빠르게 연주되어 아르페지오의 격정 속에 단숨에 전곡을 끝낸다.